# Diane Pershing
Diane Pershing est une actrice, scénariste et écrivain américaine de romances. Elle est l'auteur de 20 romances et l'actuelle président de l'association Romance Writers of America.

## Œuvre
- (en) Sultry Whispers, 1992Inédit en France
- (en) Intimate View, 1992Inédit en France
- (en) Breathless, 1993Inédit en France
- (en) Satisfaction, 1993Inédit en France
- (en) Heartquake, 1993Inédit en France
- (en) Up Close and Personal, 1995Inédit en France
- Un rendez-vous avec l'amour, Harlequin ((en) First Date: Honeymoon, 1997)Publié dans la collection Rouge Passion
- La griffe du désir, Harlequin, 1998 ((en) Third Date's the Charm, 1997)Publié dans la collection Désirs
- Otage d'un rêve, Harlequin, 1998 ((en) While She Was Sleeping, 1998)Publié dans la collection Désirs
- (en) The Tough Guy and the Toddler, 1999Inédit en France
- Un voisin irrésistible, Harlequin, 2003 ((en) Hot Copy, 2000)Publié dans la collection Horizon
- (en) Cassie's Cowboy, 2002Inédit en France
- (en) The Wish, 2003Inédit en France
- Pour l'amour d'une héritière, Harlequin, 2007 ((en) Ransom, 2003)Publié dans la collection Horizon
- (en) Whispers in the Night, 2004Inédit en France
- Secrets de famille, Harlequin, 2007 ((en) Whispers and Lies, 2005)Publié dans la collection Black Rose
- (en) One Hot Target, 2007Inédit en France
- (en) One Cool Lawman, 2007Inédit en France
- (en) One Tough Avenger, 2008Inédit en France

## Filmographie

### Comme actrice
- 1978 : Tarzan and the Super 7 (série télévisée) : Isis (voix)
- 1979 : Les Nouvelles Aventures de Flash Gordon (série télévisée) : Dale Arden (voix)
- 1979 : The New Adventures of Mighty Mouse and Heckle and Jeckle (série télévisée) : Pearl Pureheart (voix)
- 1980 : Snow White Christmas (TV) : Queen (voix)
- 1981 : Les Schtroumpfs ("The Smurfs") (série télévisée) : Additional Voices (voix)
- 1982 : Les Nouvelles Aventures de Flash Gordon (TV) : Dale Arden (voix)
- 1982 : Mighty Mouse in the Great Space Chase : Pearl Pureheart (voix)
- 1983 : Le Sourire du dragon ("Dungeons & Dragons") (série télévisée) : Miscellaneous Voices
- 1986 : The Centurions (série télévisée) : Crystal Kane (voix)
- 1986 : Defenders of the Earth (série télévisée) (voix)
- 1985 : She-Ra, la princesse du pouvoir (série télévisée) : Netossa (1986) (voix)
- 1987 : Sab-Rider le chevalier au sabre ("Saber Rider and the Star Sheriffs") (série télévisée)
- 1988 : Denver, le dernier dinosaure ("Denver, the Last Dinosaur") (série télévisée) (voix)
- 1992 : Batman, la série animée : Dr. Pamela Lillian Isley / Poison Ivy (voix)
- 1997 : Ravager : Des (voix)
- 2002 : Gotham Girls (série télévisée) : Dr. Pamela Lillian Isley / Poison Ivy (voix)

### Comme scénariste
- 1977 : La croisière s'amuse
- 1985 : What's Happening!!